# Stazione di Mariano Comense
La stazione di Mariano Comense è la stazione ferroviaria situata lungo la linea Milano-Asso ubicata nel comune di Mariano Comense. Appartiene al Gruppo FNM ed è gestita da FerrovieNord, che la qualifica come stazione principale. Il primo treno è passato per la stazione il 15 ottobre 1879.
Nel 2005 sono transitati per la stazione di Mariano Comense 1.114.565 viaggiatori, il 5,1% in più rispetto al precedente biennio.

## Strutture e impianti
La stazione è dotata di due binari passanti e di un binario tronco (al servizio dei treni S2 che trovavano appunto il loro capolinea presso questo scalo). Ogni binario è dotato di una banchina lunga 250 metri, alta 60 cm dal piano del ferro, dotata di pensilina e di impianti di informazione acustici e visivi. La banchina del binario 1 tronco e del binario 1 è in realtà un'unica struttura che però presenta un'altezza variabile dato il parziale interramento del piano del ferro del binario tronco; un sottopasso pedonale dotato di ascensori collega infine la banchina dei binari 1 e 1 tronco con il binario 2.

## Movimento
La stazione è servita dai treni regionali in servizio sulla linea S2 del servizio ferroviario suburbano di Milano (solo due corse, la mattina, dal lunedì al sabato - direzione Milano) e dai treni regionali Milano-Asso, svolti da Trenord nell'ambito del contratto di servizio stipulato con la Regione Lombardia.

## Servizi
- Biglietteria
- Biglietteria self-service
- Ascensori
- Accessibilità per portatori di handicap
- Interscambio autolinee urbane, interurbane e taxi
- Parcheggio di scambio
- Sottopassaggio
- Servizi igienici